# Fernando Trueba
Fernando Rodríguez Trueba (Madrid, 18 de janeiro de 1955) é um diretor de cinema espanhol que ganhou o Óscar de Melhor Filme Estrangeiro pelo filme "Belle Époque" em 1993.
Iniciou sua carreira como crítico cinematográfico do jornal "El Pais", seu filme de estreia foi Opera Prima em 1980; em 1985 alcançou o sucesso com a comédia "Sé infiel y no mires con quién" com Carmen Maura e Ana Belém. 
Em 1988 foi o presidente da Academia de Artes Cinematográficas da Espanha e mais tarde foi o autor do livro "Diccionário de Cine". 
Seu filme de 2002 "Belle Époque" além do Oscar, ganhou nove prêmios Goya na Espanha.
Em 2003 a convite do músico Carlinhos Brown conheceu Salvador e apaixonou-se pelo trabalho feito pelo músico na favela do Candeal, assim voltou em 2004 quando produziu e dirigiu o documentário "O Milagre do Candeal", segundo ele, "a história de uma favela onde as crianças vão armadas com instrumentos musicais em vez de fuzis".
Possui ainda um projeto de documentário sobre o desaparecimento de Francisco Tenório Júnior o Tenório Jr., músico brasileiro vítima da repressão militar na Argentina em 1976. 
Em 2010 dirigiu o longa-metragem de animação Chico e Rita que também venceu o Goya e foi indicado para o OSCAR e diversos outros prêmios internacionais.

## Filmografia
| Ano  | Filme                          |
| ---- | ------------------------------ |
| 2016 | La Reina de España             |
| 2012 | O Artista e sua Modelo         |
| 2010 | Chico & Rita                   |
| 2009 | El baile de la victoria        |
| 2004 | El milagro de Candeal          |
| 2002 | El embrujo de Shanghai         |
| 2000 | Calle 54                       |
| 1998 | La niña de tus ojos            |
| 1994 | Two Much                       |
| 1992 | Belle Époque                   |
| 1989 | El sueño del mono loco         |
| 1986 | El año de las luces            |
| 1985 | Sé infiel y no mires con quién |
| 1983 | Sal gorda                      |
| 1982 | Mientras el cuerpo aguante     |
| 1980 | Ópera prima                    |